# Château de Dunbar
Pour les articles homonymes, voir Dunbar (homonymie).
Le château de Dunbar (Dunbar Castle en anglais), aujourd’hui en ruines, était une des plus importantes forteresses d’Écosse, dominant le port de la ville de Dunbar, dans l’East Lothian.

## Histoire

### Débuts
Le site a sans doute été fortifié par les Votadini ou les Gododdin, le nom « Dunbar » provenant du britonnique dyn barr signifiant le « fort de la pointe ». Au VIIe siècle, le château de Dunbar constituait une position défensive centrale des rois de Bernicie, un royaume anglo-saxon.

### Northumbrie
Au début du Moyen Âge, le château de Dunbar dépendait d’un Ealdorman vassal des rois du château de Bamburgh, puis de ceux de York. En 678, saint Wilfrid fut enfermé à Dunbar, à la suite de son expulsion de son siège de York par Ecgfrith de Northumbrie.
Plus tard, le château aurait été incendié par Kenneth Ier d'Écosse, roi des Scots, qui le possédait.